# Allen Rocks
Allen Rocks är en kulle i Antarktis. Den ligger i Östantarktis. Nya Zeeland gör anspråk på området. Toppen på Allen Rocks är 279 meter över havet.
Terrängen runt Allen Rocks är varierad. Trakten är obefolkad. 